# Frauen regier'n die Welt

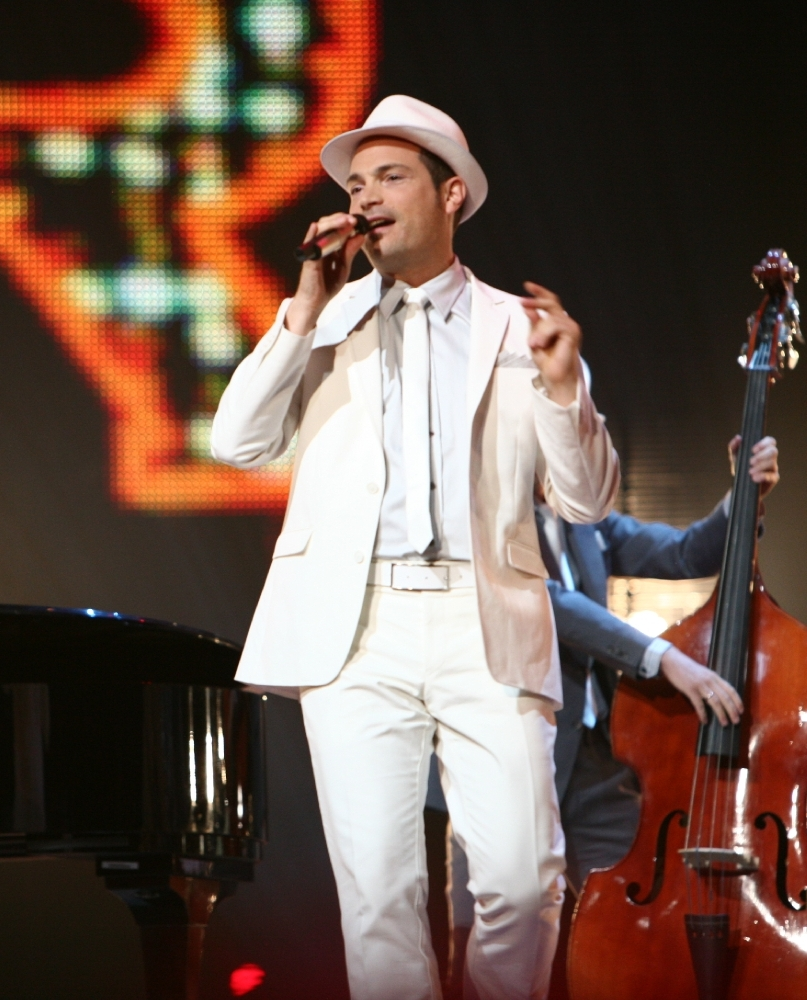
Roger Cicero sjunger Frauen regier'n die Welt vid Eurovision i Helsingfors

Frauen regier'n die Welt (sv: Kvinnorna styr världen), är en jazzlåt på tyska, som spelades in och framförs av den tysk-rumänske sångaren och skådespelaren Roger Cicero. Den är skriven av Matthias Hass och Frank Ramond och var Tysklands bidrag till Eurovision Song Contest 2007.

## Listplaceringar
| Lista (2007) | Topplacering |
| ------------ | ------------ |
| Schweiz      | 64           |
| Österrike    | 51           |

### Fotnoter
1. ↑  ”Listplacering”. http://hitparade.ch/showitem.asp?interpret=Roger+Cicero&titel=Frauen+regier%27n+die+Welt&cat=s. Läst 5 maj 2011.
2. ↑  ”Listplacering”. http://austriancharts.at/showitem.asp?interpret=Roger+Cicero&titel=Frauen+regier%27n+die+Welt&cat=s. Läst 5 maj 2011.